# 張亮

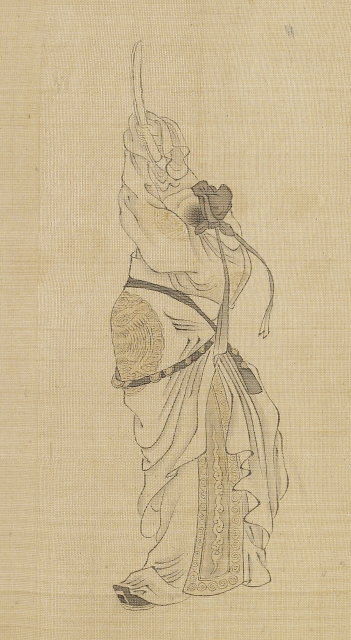
張亮

張 亮（ちょう りょう、生年不詳 - 貞観20年3月27日（646年4月17日））は、中国の唐の軍人・政治家。本貫は鄭州滎陽県。唐の凌煙閣二十四功臣のひとりに挙げられた。

## 経歴
隋の大業末年、李密に従い、驃騎将軍に任じられた。武徳元年（618年）、李勣とともに唐に帰順し、李勣を補佐して鄭州刺史に抜擢された。王世充に鄭州を奪われると、共城山に逃れた。検校定州別駕となった。武徳4年（621年）、李勣が劉黒闥を討ったとき、張亮は相州を守ったが、劉黒闥の勢力が強まると、城を棄てて逃亡した。
房玄齢の推薦により、秦王李世民に召されて、車騎将軍に任じられた。太子李建成が乱を起こそうとしたので、張亮は命を受けて洛陽に行き、山東の豪傑と結んで変に備えた。斉王李元吉に告発されて、張亮は高祖李淵の派遣した属吏に尋問されたが、答えなかったので釈放された。太宗李世民が即位すると、右衛将軍に任ぜられ、長平郡公に封じられた。貞観5年（631年）、御史大夫に累進し、光禄卿に転じ、鄅国公に進封され、益州に食邑500戸を受けた。のちに豳夏鄜三州都督を歴任した。貞観7年（633年）、金紫光禄大夫・相州大都督長史となった。貞観11年（637年）、鄖国公に徙封された。貞観14年（640年）、召されて工部尚書に任じられた。貞観15年（641年）、太子詹事に任ぜられ、洛州都督として出向した。侯君集が処刑されると、張亮は刑部尚書として朝政に参与した。
貞観18年（644年）、太宗が高句麗遠征（唐の高句麗出兵）をおこなおうとすると、張亮はたびたび諫めたが、聞き入れられず、平壌道行軍大総管に任ぜられた。兵を率いて東萊から海上を通って遼東半島に上陸し、大黒山の卑沙城を落とし、建安に進軍した。太宗とともに帰国し、并州まで来たとき、逮捕された。
これに先だって、張亮はもとの妻を捨てて、李氏を新たにめとった。李氏は少年歌手と私通して、張亮の養子とし、慎幾と名づけた。張亮の子の張顗はこのことを諫めたが、張亮は聞き入れなかった。李氏はオカルトを好み、巫覡とつき合っていた。張亮が相州にいたとき、養子の公孫節が「弓長之主当別都」という讖言を受けた。張亮は相州の旧都におり、「弓長」（張）がその姓であるというので、怪しげな陰謀が進められた。また張亮とつき合いのあった術士の程公穎が、張亮を臥若龍と呼び、必ず大位に上るだろうと言った。張亮も喜んでその気になった。ときに常徳という人物がその陰謀を暴き、張亮が養子500を養っていることも報告した。太宗は馬周にこの事件を調べさせた。太宗と百官の議論により、張亮が死罪にあたることで一致した。太宗は張亮を長安の西市で斬刑に処した。

## 伝記資料
- 『旧唐書』巻69 列伝第19「張亮伝」
- 『新唐書』巻94 列伝第19「張亮伝」